# 芦笛岩、大岩壁书
芦笛岩、大岩壁书，位于中国广西壮族自治区桂林市芦笛岩、大岩，为一个省级文物保护单位，类型为石刻，为第二批广西壮族自治区文物保护单位，公布时间为1981年8月25日。
芦笛岩、大岩壁书的历史年代为唐～清。